# ملاك الثورة
ملاك الثورة (بالإنجليزية: The Angel of the Revolution: A Tale of the Coming Terror)‏ هي رواية للخيال العلمي من سنة 1893 للكاتب الأنجليزي «جورج غريفيث»
وهي أول رواية نشرت له ولا تزال تمثل أشهر أعماله الأدبية.
وقد نشرت الرواية لأول مرة في مجلة «بيرسون» وكانت بمثابة الدافع لنجاح قصة «المعركة الكبرى لسنة 1892» في مجلة الأبيض والأسود والتي كانت بدورها مستوحاة من معركة «دوركينغ» كما هو الحال بالنسبة لرواية «ملاك الثورة».
وتعتبر الرواية مزيجا من رواية«جول فيرن» التي تحكي عن حروبه الجوية التخيلية المستقبلية إضافة إلى قصة الحرب المستقبلية للغزو الأدبي ل«شيزني» ;وتحكي رواية ملاك الثورة قصة مجموعة من الأرهابيين الذين يحاولون الأنتصار في المعركة الجوية العالمية باستخدام المناطيد.